# SPACE WALKER
株式会社SPACE WALKER（英: SPACE WALKER Inc.）は、日本の航空宇宙企業である。

## 概要
2017年12月起業。日本発の有人宇宙飛行を目指して2030年の打ち上げを目標にメタンロケットエンジンを搭載する弾道飛行用の再使用型有翼宇宙船（スペースプレーン）の開発を進める。有人機の前段階として無人機の開発を予定しており、スペースプレーンに小型ロケットを搭載しての小型衛星打ち上げも計画している。
宇宙開発事業団などが1993年から2005年まで研究した「HOPE-X」などで蓄積した技術を活用するほか、2005年から続く九州工業大学の有翼ロケットプロジェクトをルーツとしている。現在は東京理科大学と共同で研究開発を進めている他、米本浩一（九州工業大学名誉教授、東京理科大学教授）が同社のファウンダーに就任している。その他、留目一英（国際宇宙ステーションの「きぼう」モジュール運用などを行う有人宇宙システム株式会社(JAMSS)の元社長）、浅田正一郎（三菱重工元執行役員・日本ロケット協会元会長・一般財団法人日本宇宙フォーラム元常務理事）がファウンダーを務めるなど、「盤石の布陣」とされる。
設立当初の2018年の計画では、宇宙空間への初飛行を2021年にも行うと発表していたが、その後計画は大幅に遅延。2023年現在では2028年の初飛行が予定されている。

## スペースプレーン
2023年現在、以下の3種類の機体の開発計画を公表している。いずれの機体も、一般的な飛行機同様に滑走路から水平に離陸して、水平に着陸するいわゆるスペースプレーン（ロケットプレーン）である。2018年当時の計画では、最初に全長9.5mの小型の機体を開発して、次いでより大型の機体の開発に入るとされていたが、2022年にリソース集中とコスト削減のため全機を全長17.5mの共通の機体とする計画に改められている。
風神
高度150kmの宇宙空間への弾道飛行を行う無人スペースプレーン。外部キャリアに100kgの科学機器を搭載可能。全長17.5m、重量47.5tで、7基のエンジンを用いる。2028年初飛行予定とされている。
雷神
風神の外部キャリアの代わりに小型ロケットを搭載するバージョン。スペースプレーンを1段目、使い捨て小型ロケットを2段目として用いる2段式の衛星打ち上げシステムである。総重量は54tとなり、高度600kmの低軌道 (LEO) に310kgの打ち上げ能力（ペイロード）を持つ。同じく2028年初飛行予定とされている。
長友
風神を元に有人宇宙飛行に対応したバージョン。総重量36.2tでエンジンは5基、乗員2名と乗客6名が搭乗可能となる。2030年初飛行予定とされている。
また、試験機として東京理科大学と共同でWIRES#015の開発を進めている。WIRES#015は全長4.6m、重量1tで、試験機として初めてメタンエンジンを使用する。当初2020年の飛行を予定していたが、2023年現在は2026年の飛行予定となっている。